# Піщани
Піща́ни (колишня назва — Татарське) — село в Україні, у Стрийській міській громаді Стрийського району Львівської області. Населення становить 463 осіб.

## Історія
Село засноване 1862 року під первинною назвою — Татарське. 1 серпня 1934 року в Стрийському повіті Станіславівського воєводства було створено гміну Дашава з центром у Дашаві, до складу якої входили сільські громади: Ходовичі, Дашава, Гельсендорф, Комарів, Лотатники, Олексичі, Підгірці, Стриганці, Піщани (у 1934 році село мало назву Татарське), Верчани і Йосиповичі.
24 грудня 2018 року громада УПЦ МП перейшла під юрисдикцію ПЦУ.
12 червня 2020 року, відповідно з розпорядженням Кабінету Міністрів України № 718-р «Про визначення адміністративних центрів та затвердження територій територіальних громад Львівської області», село увійшло до складу Стрийської міської громади.

## Політика

### Парламентські вибори (2019)
На позачергових парламентських виборах 2019 року у селі функціонувала окрема виборча дільниця № 461503, яка розташовувалася у приміщенні будинку культури.
Результати виборів
- зареєстровано 342 виборці, явка 81,58%, найбільше голосів віддано за «Слугу народу» — 36,92%, за «Голос» — 19,35%, за Всеукраїнське об'єднання «Батьківщина» — 15,41%.[3]. В одномандатному окрузі найбільше голосів отримав Андрій Гергерт (Всеукраїнське об'єднання «Свобода») — 32,97 %, за Володимира Наконечного (Слуга народу) — 17,56 %, за Олега Канівця (Громадянська позиція) — 12,54 %[4].

## Персоналії
- Колесса Філарет Михайлович (1871–1947) — етнограф, фольклорист, композитор, музикознавець і літературознавець.
- Матвіїв Степан Олексійович (1968) — український футболіст, тренер[5]